# Kan (N’Zi)
Der Kan ist ein rechter Nebenfluss des N’Zi in der Elfenbeinküste.

## Verlauf
Der Fluss hat seine Quellen südlich von Bouaké im Distrikt Vallée du Bandama. Er fließt in südliche Richtung. Nach etwa zwei Dritteln seines Weges nimmt er seinen wichtigsten Nebenfluss, den Kplara, von links auf. Zirka 20 km vor der Mündung knickt er nach links ab und fließt weiter nach Osten. Der Kan mündet schließlich bei Dimbokro in den N’Zi.

## Hydrometrie
Die Durchflussmenge des Kan wurde zwischen 1959 und 1969 am Pegel Tiébissou bei knapp 20 % des Einzugsgebietes in m³/s gemessen.

## Abgrenzung
Es gibt in der Region eine Vielzahl an Flüssen, die den Namen Kan tragen. Allerdings ist der größte Teil deutlich kleiner.